# Webera procerrima
Webera procerrima là một loài Rêu trong họ Bryaceae. Loài này được (M. Fleisch.) Broth. miêu tả khoa học đầu tiên năm 1924.